# Парламентские выборы в Сьерра-Леоне (1962)
Всеобщие выборы в Сьерра-Леоне проходили в мае 1962 года, через год после объявления независимости от Великобритании. Они стали первыми выборами в стране, проведёнными на основе всеобщего избирательного права. В результате правящая Народная партия Сьерра-Леоне одержала победу, хотя партия получила меньше мест, чем независимые кандидаты. Лидер партии Милтона Маргаи был переизбран премьер-министром.

## Предвыборная кампания
216 кандидатов претендовали на 62 места парламента.

## Результаты
| Партия                                            | Голоса  | %    | Места | +/−   |
| ------------------------------------------------- | ------- | ---- | ----- | ----- |
| Народная партия Сьерра-Леоне                      | 230 118 | 34,7 | 28    | +4    |
| Всенародный конгресс                              | 114 333 | 17,2 | 16    | новая |
| Прогрессивное движение независимости Сьерра-Леоне | 34 839  | 5,2  | 4     | новая |
| Объединённая прогрессивная партия                 | 1 660   | 0,3  | 0     | −5    |
| Независимые                                       | 282 724 | 42,6 | 14    | +4    |
| Племенные вожди                                   | −       | −    | 12    | 0     |
| Всего                                             | 663 674 | 100  | 74    | +13   |
| Источник: Nohlen et al.                           |         |      |       |       |